# Danilo Cóccaro
Danilo Cócaro, vollständiger Name Erardo Danilo Cóccaro Díaz, (* 22. August 1991 in Montevideo) ist ein uruguayischer Fußballspieler.

## Karriere
Der 1,79 Meter große Offensivakteur Cóccaro gehörte zu Beginn seiner Karriere seit der Apertura 2008 dem Club Atlético Progreso an. Im Juni 2010, andere Quellen führen bereits die Apertura 2009 als Zeitpunkt an, wechselte er innerhalb Montevideos zu Racing. Dort bestritt er in den Spielzeiten 2009/10 und 2010/11 fünf bzw. 20 Erstligaspiele und traf in der letztgenannten Saison zweimal ins gegnerische Tor. Im August 2011 schloss er sich erstmals dem Erstligisten Club Atlético Rentistas an. In der Saison 2011/12 lief er in 19 Partien der Primera División und erzielte vier Treffer. Sein Klub stieg jedoch am Saisonende in die Segunda División ab. Im Juni 2012 führte Cóccaros Karriereweg erstmals ins Ausland. Bis August 2013 stand er beim belarussischen Klub Dinamo Minsk unter Vertrag und bestritt in diesem Zeitraum 21 Ligaspiele (zwei Tore) und drei Pokalpartien (kein Tor) für den Hauptstadtverein. Ende August 2013 kehrte er nach Uruguay zurück und trat zum zweiten Mal ein Engagement bei Rentistas an. 2013/14 stehen 24 Erstligaeinsätze (ein Tor) für ihn zu Buche. In der Spielzeit 2014/15 wurde er 18-mal (ein Tor) in der höchsten uruguayischen Spielklasse und einmal (kein Tor) in der Copa Sudamericana 2014 eingesetzt. Für die Spielzeit 2015/16 stehen 19 Erstligaeinsätze (zwei Tore) für ihn zu Buche. Anschließend wechselte er im Juli 2016 nach Ecuador zu Fuerza Amarilla Sporting Club und nur ein Jahr später zu seinem Heimatverein Club Atlético Progreso in die zweite Liga Uruguays.